# Lauda-Königshofen
Lauda-Königshofen è un comune tedesco di 14 578 abitanti, situato nel land del Baden-Württemberg.